# 2-й гвардейский корпус
2-й гвардейский корпус (1915—1918 года) — корпус Русской императорской армии. Образован в ноябре 1915 года. 
3 апреля 1918 г. корпус был расформирован в г. Козлов (приказами №139 и №144 Московского областного комиссариата по военным делам).

## В составе
Участвовал в боевых операциях на Юго-Западном (1915 год — ноябрь 1916 года, апрель 1917 год — 1918 год) и Западном (ноябрь 1916 года — апрель 1917 года) фронтах.

## Командование корпуса

### Командиры
- 08.12.1915 — 27.05.1916 — генерал от инфантерии Олохов, Владимир Аполлонович
- 27.05.1916 — 02.04.1917 — генерал-лейтенант Раух, Георгий Оттонович
- 02.04.1917 — 19.08.1917 — генерал-майор (с 29.04.1917 генерал-лейтенант) Вирановский, Георгий Николаевич
- 25.08.1917 — хх.04.1918 — генерал-лейтенант Чернавин, Всеволод Владимирович

### Начальники штаба
- 21.12.1915 — 06.07.1916 — генерал-майор Антипов, Владимир Васильевич
- 06.07.1916 — 25.04.1917 — генерал-майор Гришинский, Алексей Самойлович
- 28.04.1917 — 16.12.1917 — полковник (с 03.10.1917 генерал-майор) Синклер, Владимир Александрович

### Инспекторы артиллерии
- 29.12.1915 — 23.08.1917 — генерал-лейтенант фон Гилленшмидт, Александр Фёдорович
- 23.08.1917 — хх.хх.хххх — генерал-майор Некрасов, Александр Михайлович